# Imri Ziv
Imri Ziv (in ebraico אימרי זיו‎?; Hod HaSharon, 12 settembre 1991) è un cantante israeliano.
Studente di Scienze della Comunicazione all'Interdisciplinary Center di Herzliya, Imri è conosciuto per la sua vittoria al talent show HaKokhav HaBa nel 2017, che gli ha consentito di rappresentare Israele all'Eurovision Song Contest 2017 con il brano I Feel Alive. Canta sia come solista che nel gruppo Caliente.

## Biografia
Nel 2012 Imri ha preso parte al talent show The Voice of Israel, venendo eliminato prima delle serate dal vivo. Ha cantato come corista per Nadav Guedj, il rappresentante israeliano all'Eurovision Song Contest 2015 con Golden Boy, e poi all'Eurovision Song Contest 2016 per Hovi Star con Made of Stars.
Nel 2017 ha preso parte a HaKokhav HaBa, il processo di selezione israeliano per l'Eurovision. Alle audizioni ha cantato The Edge of Glory di Lady Gaga, ottenendo il 93% del voto del pubblico e l'approvazione da parte di tutti e quattro i giudici. Alla serata finale del 13 febbraio ha cantato nel primo round Halo di Beyoncé, ottenendo il 78% dei voti del pubblico, e Because of You di Kelly Clarkson nel secondo e ultimo round, dopo il quale è stato annunciato vincitore con il 74% dei voti. La canzone con cui rappresenterà Israele all'Eurovision Song Contest 2017, I Feel Alive, è stata scelta da una giuria di esperti selezionata dall'ente televisivo israeliano IBA e sarà pubblicata il 9 marzo 2017. In Ucraina, Imri è giunto terzo nella prima semifinale con 209 punti, garantendosi l'accesso alla finale. Nella serata conclusiva dell'Eurovision del 13 Maggio si è esibito per primo, guadagnandosi 39 punti e chiudendo al 23º posto.

## Discografia

### EP
- 2015 – Imri

### Singoli
- 2017 – I Feel Alive
- 2019 –  Imrico